# Saint-Aubin-de-Blaye
Saint-Aubin-de-Blaye é uma comuna francesa na região administrativa da Nova Aquitânia, no departamento da Gironda. Estende-se por uma área de 11,45 km². Em 2010 a comuna tinha 889 habitantes (densidade: 77,6 hab./km²).